# Ranunculus hybridus
Ranunculus hybridus är en ranunkelväxtart som beskrevs av J.A.J. Biria. 
Ranunculus hybridus ingår i släktet ranunkler och familjen ranunkelväxter. Inga underarter finns listade i Catalogue of Life.

## Bildgalleri

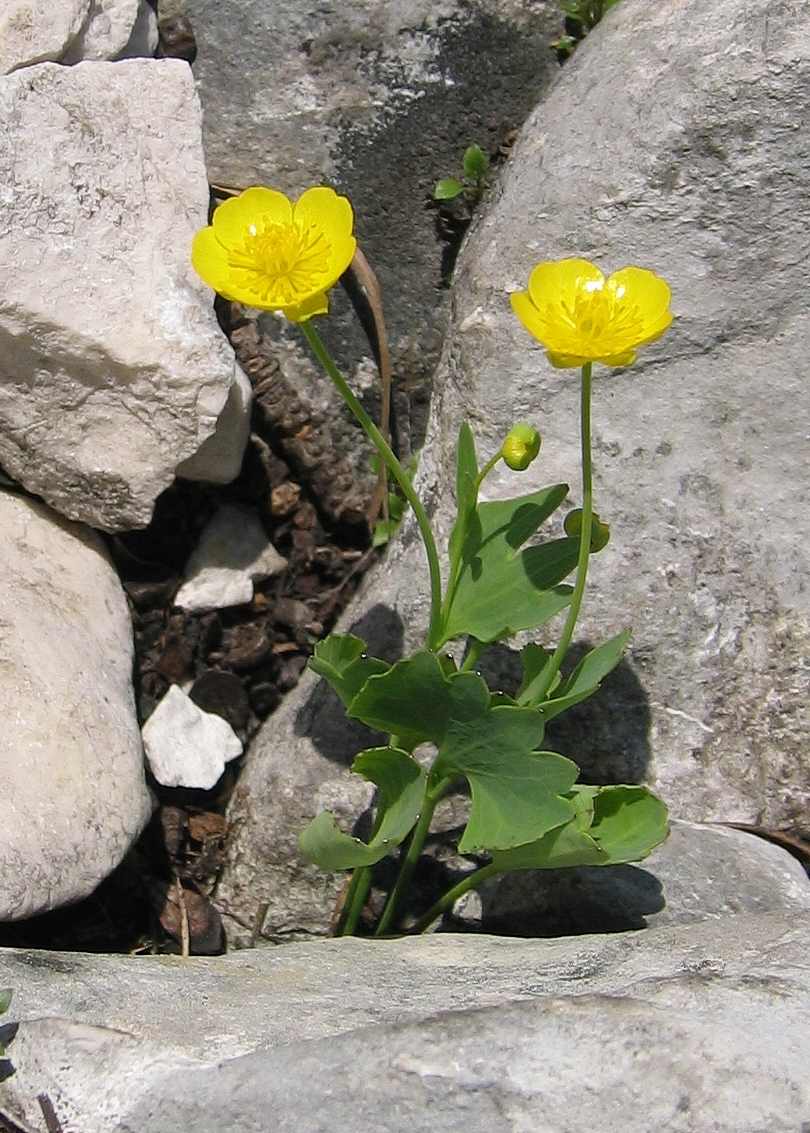
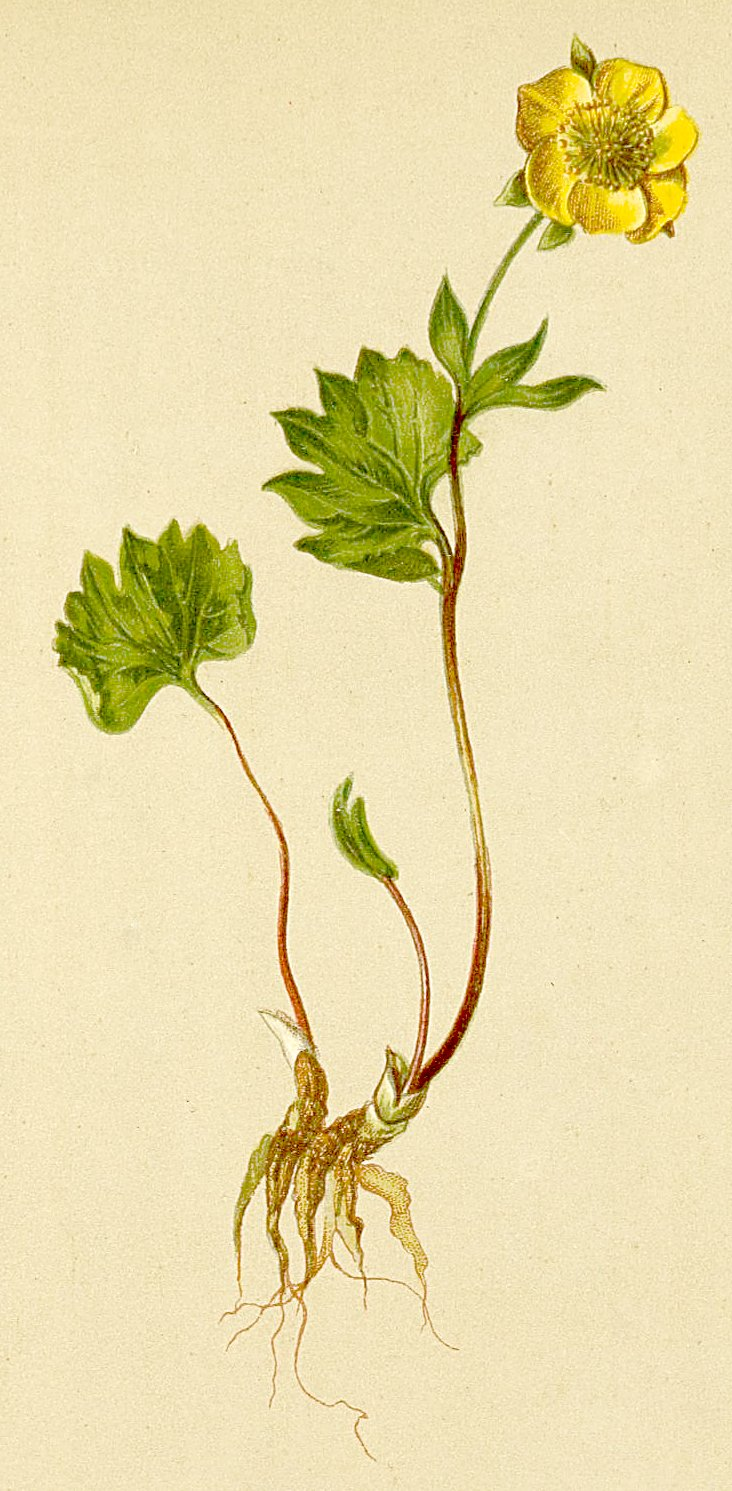